# Grafschaft Arques
Die Grafschaft Arques war ein normannisches Territorium, das im 11. Jahrhundert um die Burg Arques-la-Bataille bestand.
Der Graf Wilhelm von Talou, unehelicher Sohn des Herzogs Richard II. von Normandie aus dem Haus der Rolloniden, baute um 1037 in Arques eine mächtige Burg. Die Grafschaft Talou wurde danach Grafschaft Arques genannt.
Herzog Wilhelm II. musste Arques 1052 ein erstes Mal erobern, um seinen Onkel zu unterwerfen, und 1054 erneut. Danach wurde die Grafschaft Arques in herzoglichen Besitz genommen. Sie wurde von nun an von Vizegrafen verwaltet und war seitdem als Vizegrafschaft Arques bekannt.
Die Vizegrafschaft Arques wurde im 16. Jahrhundert zum Verlauf ausgeschrieben.
Eine normannische Maßeinheit, die in Nordfrankreich bis zur Französischen Revolution benutzt wurde, war der Pot d’Arques (1,829 Liter). Die Bezeichnung stammt von der Vizegrafschaft Arques, da der Vizegraf die Aufsicht über die Maße und Gewichte der gesamten Normandie hatte.